# La Varenne, Maine-et-Loire
La Varenne är en kommun i departementet Maine-et-Loire i regionen Pays de la Loire i nordvästra Frankrike. Kommunen ligger i kantonen Champtoceaux som tillhör arrondissementet Cholet. År 2018 hade La Varenne 1 785 invånare.

## Befolkningsutveckling
Antalet invånare i kommunen La Varenne
| Referens: INSEE |